# Cynopoecilus fulgens
Cynopoecilus fulgens – gatunek ryby z rodziny strumieniakowatych (Rivulidae). Występuje w południowej Brazylii. Osiąga do 3,9 cm długości.